# Bollklubben Häcken (femminile)
Il Bollklubben Häcken, meglio noto come BK Häcken o solo Häcken, è una società calcistica femminile svedese con sede a Göteborg. Milita nella Damallsvenskan, la massima divisione del campionato svedese.
Fondato nel 1970 come Landvetters IF, nel 2005 il club acquisì la denominazione di Kopparbergs/Göteborg Fotboll Club dal nome dello sponsor ufficiale della società, la birra Kopparbergs. Ha vinto nel 2020 il campionato svedese per la prima volta nella sua storia. Pochi giorni dopo la società decise di chiudere la prima squadra per l'impossibilità di competere a livello internazionale coi club europei più importanti, salvo poi diventare la sezione femminile del Bollklubben Häcken, società concittadina impegnata nel calcio maschile.

## Storia
Il club venne fondato nel 1970 a Landvetter, una zona suburbana di Göteborg, con la denominazione Landvetters Idrottsföreningen (Landvetters IF), dove rimase fino al 2004 quando la società decise di trasferire la propria sede in centro. Di conseguenza si optò per un nuovo nome per differenziarla dalla precedente gestione, diventando Kopparbergs/Göteborg Fotboll Club dal nome dell'omonima azienda produttrice di birra. I colori sociali divennero il blu, il bianco e il nero. Le partite casalinghe si disputavano al Valhalla idrottsplats, impianto sportivo cittadino.
Iscritta alla Damallsvenskan, ottenne il suo miglior risultato nella stagione 2010 dove riuscì ad arrivare seconda dietro il LdB Malmö qualificandosi quindi per disputare la UEFA Women's Champions League 2011-2012.
Nel palmarès della società vi sono due Svenska Cupen damer, conquistate per stagioni di seguito, nel 2011 e 2012, battendo entrambe le volte in finale il Tyresö, ed una Svenska Supercupen conquistata nel 2013 battendo il LdB Malmö.
Nel 2020 il Kopparbergs/Göteborg ha vinto la Damallsvenskan per la prima volta nella sua storia, grazie alla vittoria per 7-0 in trasferta sul Linköping alla penultima giornata del campionato dopo aver conteso la prima posizione alle campionesse in carica del Rosengård.
Pochi giorni dopo aver vinto il campionato svedese e dopo l'eliminazione dai sedicesimi di finale della Champions League, la società di Göteborg decise di chiudere la prima squadra e non continuare l'attività agonistica dalla stagione 2021 in poi, eccetto che a livello giovanile. Questa decisione venne motivata dall'impossibilità, per una società non integrata a una società di calcio maschile di poter competere a livello di investimenti con le principali società calcistiche europee. Due giorni dopo la stessa società annunciò di essere tornata sui suoi passi e, grazie all'interesse sollevato e successive previsioni di investimenti, di volersi iscrivere regolarmente alla Damallsvenskan nel 2021. Il 28 gennaio 2021 venne annunciato il passaggio della società sotto il controllo della Bollklubben Häcken, diventandone così la sezione femminile e prendendone logo e colori sociali. 

## Palmarès

### Competizioni nazionali

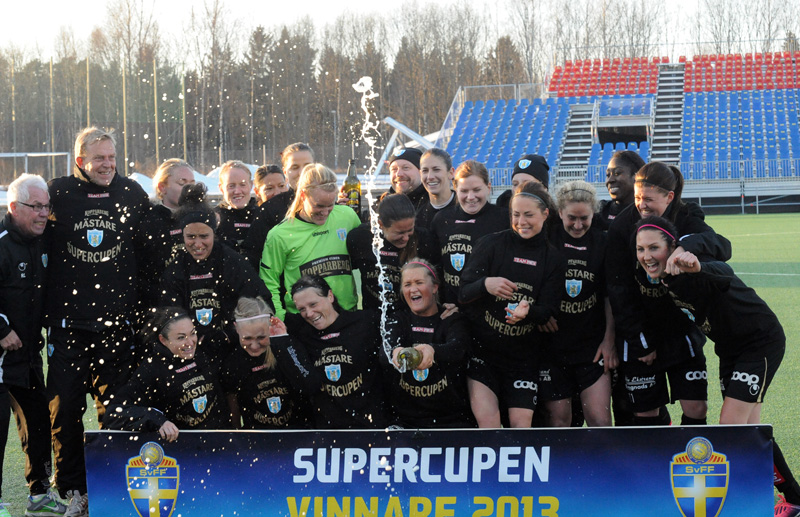
Le giocatrici festeggiano la conquista della Supercupen nell'aprile del 2013.

- Campionato svedese: 1

2020
- Coppa di Svezia: 4

2011, 2012, 2018-2019, 2020-2021
- Supercoppa svedese: 1

2013

### Altri piazzamenti
- Campionato svedese:

Secondo posto: 2010, 2011, 2018, 2019, 2022, 2023
Terzo posto: 2014
- Supercoppa svedese:

Finalista: 2012

## Organico

### Rosa 2023
Rosa, ruoli e numeri di maglia come da sito ufficiale, aggiornati al 26 novembre 2023.
| N. |                        | Ruolo | Calciatrice         |
| -- | ---------------------- | ----- | ------------------- |
| 1  | Paesi Bassi (bandiera) | P     | Loes Geurts         |
| 3  | Australia (bandiera)   | D     | Aivi Luik           |
| 5  | Inghilterra (bandiera) | C     | Ruby Grant          |
| 6  | Svezia (bandiera)      | D     | Josefine Rybrink    |
| 7  | Svezia (bandiera)      | A     | Monica Jusu Bah     |
| 8  | Svezia (bandiera)      | A     | Rosa Kafaji         |
| 9  | Svezia (bandiera)      | C     | Filippa Curmark     |
| 10 | Svezia (bandiera)      | C     | Elin Rubensson      |
| 11 | Canada (bandiera)      | A     | Clarissa Larisey    |
| 12 | Danimarca (bandiera)   | A     | Stine Larsen        |
| 13 | Svezia (bandiera)      | P     | Jennifer Falk       |
| 14 | Svezia (bandiera)      | D     | Molly Johansson     |
| 15 | Svezia (bandiera)      | A     | Alexandra Hellekant |

| N. |                      | Ruolo | Calciatrice           |
| -- | -------------------- | ----- | --------------------- |
| 16 | Svezia (bandiera)    | D     | Anna Sandberg         |
| 17 | Ungheria (bandiera)  | C     | Anna Csiki            |
| 18 | Svezia (bandiera)    | D     | Lisa Löwing           |
| 19 | Svezia (bandiera)    | D     | Elma Junttila Nelhage |
| 20 | Svezia (bandiera)    | D     | Hanna Wijk            |
| 21 | Danimarca (bandiera) | C     | Jòhanna Fossdalsá     |
| 22 | Svezia (bandiera)    | C     | Marika Bergman Lundin |
| 23 | Norvegia (bandiera)  | A     | Felicia Schröder      |
| 26 | Svezia (bandiera)    | C     | Alexandra Larsson     |
| 27 | Tanzania (bandiera)  | A     | Aisha Masaka          |
| 28 | Svezia (bandiera)    | A     | Anna Anvegård         |
| 30 | Finlandia (bandiera) | C     | Katariina Kosola      |

### Rosa 2022
Rosa, ruoli e numeri di maglia come da sito ufficiale, aggiornati al 10 aprile 2022.
| N. |                        | Ruolo | Calciatrice              |
| -- | ---------------------- | ----- | ------------------------ |
| 1  | Paesi Bassi (bandiera) | P     | Loes Geurts              |
| 4  | Danimarca (bandiera)   | D     | Luna Nørgaard Gevitz     |
| 5  | Svezia (bandiera)      | D     | Lotta Ökvist             |
| 6  | Svezia (bandiera)      | D     | Josefine Rybrink         |
| 7  | Islanda (bandiera)     | C     | Agla María Albertsdóttir |
| 8  | Svezia (bandiera)      | A     | Rosa Kafaji              |
| 9  | Svezia (bandiera)      | C     | Filippa Curmark          |
| 10 | Svezia (bandiera)      | C     | Elin Rubensson           |
| 11 | Svezia (bandiera)      | A     | Pauline Hammarlund       |
| 12 | Danimarca (bandiera)   | A     | Stine Larsen             |
| 13 | Svezia (bandiera)      | P     | Jennifer Falk            |
| 14 | Svezia (bandiera)      | A     | Molly Johansson          |

| N. |                      | Ruolo | Calciatrice             |
| -- | -------------------- | ----- | ----------------------- |
| 17 | Ungheria (bandiera)  | C     | Anna Csiki              |
| 18 | Svezia (bandiera)    | D     | Lisa Löwing             |
| 19 | Svezia (bandiera)    | D     | Elma Junttila Nelhage   |
| 20 | Svezia (bandiera)    | C     | Hanna Wijk              |
| 21 | Islanda (bandiera)   | C     | Diljá Zomers            |
| 22 | Svezia (bandiera)    | C     | Marika Bergman Lundin   |
| 23 | Norvegia (bandiera)  | C     | Andrine Hegerberg       |
| 25 | Svezia (bandiera)    | P     | Jacqueline Burns        |
| 26 | Svezia (bandiera)    | C     | Julia Karlernäs         |
| 27 | Tanzania (bandiera)  | A     | Aisha Masaka            |
| 29 | Danimarca (bandiera) | A     | Mille Gejl Jensen       |
| 33 | Svezia (bandiera)    | C     | Johanna Rytting Kaneryd |

### Rosa 2021
Rosa, ruoli e numeri di maglia tratti dal sito ufficiale e aggiornati al 6 aprile 2021.
| N. |                        | Ruolo | Calciatrice               |
| -- | ---------------------- | ----- | ------------------------- |
| 1  | Paesi Bassi (bandiera) | P     | Loes Geurts               |
| 3  | Svezia (bandiera)      | D     | Beata Kollmats (capitano) |
| 4  | Svezia (bandiera)      | D     | Emma Kullberg             |
| 5  | Svezia (bandiera)      | D     | Lotta Ökvist              |
| 6  | Australia (bandiera)   | D     | Dylan Holmes              |
| 7  | Svezia (bandiera)      | A     | Stina Blackstenius        |
| 8  | Danimarca (bandiera)   | D     | Luna Gevitz               |
| 9  | Svezia (bandiera)      | C     | Filippa Curmark           |
| 10 | Svezia (bandiera)      | C     | Elin Rubensson            |
| 11 | Svezia (bandiera)      | A     | Pauline Hammarlund        |
| 13 | Svezia (bandiera)      | P     | Jennifer Falk             |
| 14 | Svezia (bandiera)      | A     | Molly Johansson           |
| 15 | Svezia (bandiera)      | C     | Julia Zigiotti Olme       |

| N. |                     | Ruolo | Calciatrice             |
| -- | ------------------- | ----- | ----------------------- |
| 16 | Svezia (bandiera)   | C     | Filippa Angeldahl       |
| 17 | Ungheria (bandiera) | C     | Anna Csiki              |
| 18 | Svezia (bandiera)   | C     | Johanna Svedberg        |
| 19 | Svezia (bandiera)   | D     | Elma Junttila Nelhage   |
| 20 | Svezia (bandiera)   | C     | Hanna Wijk              |
| 21 | Islanda (bandiera)  | C     | Diljá Zomers            |
| 22 | Svezia (bandiera)   | A     | Evelyn Ijeh             |
| 23 | Serbia (bandiera)   | C     | Milica Mijatović        |
| 24 | Svezia (bandiera)   | D     | Nellie Nygren           |
| 25 | Svezia (bandiera)   | A     | Alice Söndergaard       |
| 26 | Svezia (bandiera)   | A     | Julia Karlernäs         |
| 33 | Svezia (bandiera)   | C     | Johanna Rytting Kaneryd |

### Rosa 2020
Rosa, ruoli e numeri di maglia tratti dal sito ufficiale e aggiornati al 27 giugno 2020.
| N. |                        | Ruolo | Calciatrice               |
| -- | ---------------------- | ----- | ------------------------- |
| 1  | Paesi Bassi (bandiera) | P     | Loes Geurts               |
| 2  | Germania (bandiera)    | D     | Annika Schmidt            |
| 3  | Svezia (bandiera)      | D     | Beata Kollmats (capitano) |
| 4  | Svezia (bandiera)      | D     | Emma Kullberg             |
| 5  | Finlandia (bandiera)   | D     | Emma Koivisto             |
| 6  | Svezia (bandiera)      | C     | Julia Roddar              |
| 7  | Svezia (bandiera)      | A     | Stina Blackstenius        |
| 8  | Norvegia (bandiera)    | C     | Vilde Bøe Risa            |
| 9  | Svezia (bandiera)      | C     | Filippa Curmark           |
| 10 | Svezia (bandiera)      | C     | Elin Rubensson            |
| 11 | Svezia (bandiera)      | A     | Pauline Hammarlund        |

| N. |                        | Ruolo | Calciatrice         |
| -- | ---------------------- | ----- | ------------------- |
| 13 | Svezia (bandiera)      | P     | Jennifer Falk       |
| 14 | Finlandia (bandiera)   | D     | Natalia Kuikka      |
| 15 | Svezia (bandiera)      | C     | Julia Zigiotti Olme |
| 16 | Svezia (bandiera)      | C     | Filippa Angeldahl   |
| 17 | Ungheria (bandiera)    | C     | Anna Csiki          |
| 18 | Svezia (bandiera)      | C     | Hanna Andersson     |
| 19 | Svezia (bandiera)      | D     | Emma Berglund       |
| 20 | Svezia (bandiera)      | C     | Hanna Wijk          |
| 21 | Svezia (bandiera)      | A     | Rebecka Blomqvist   |
| 22 | Svezia (bandiera)      | A     | Evelyn Ijeh         |
| 23 | Stati Uniti (bandiera) | C     | Brianne Folds       |